# Močvirniki
Močvírniki (znanstveno ime Pelecaniformes) so red ptic, v katerega uvrščamo pet družin s 118 vrstami:
- ibisi (Threskiornithidae)
- čaplje (Ardeidae)
- senčarji (Scopidae)
- čevljekljuni (Balaenicipitidae)
- pelikani (Pelecanidae)

Tradicionalno so med močvirnike (stari takson Ciconiiformes) uvrščali štorklje, čaplje, ibise in nekaj manjših družin, novejše raziskave pa so pokazale, da so pelikani, prej uvrščeni med veslonožce, najbolj sorodni čapljam, štorklje pa so bile oddeljene v samostojen red (novi takson Ciconiiformes). Močvirniki so tako dobili formalno znanstveno ime po pelikanih.